# Ernst Kapff

Kapff mit Mitgliedern der Reichs-Limeskommission bei den Ausgrabungen des Cannstatter Kastells 1894–1896

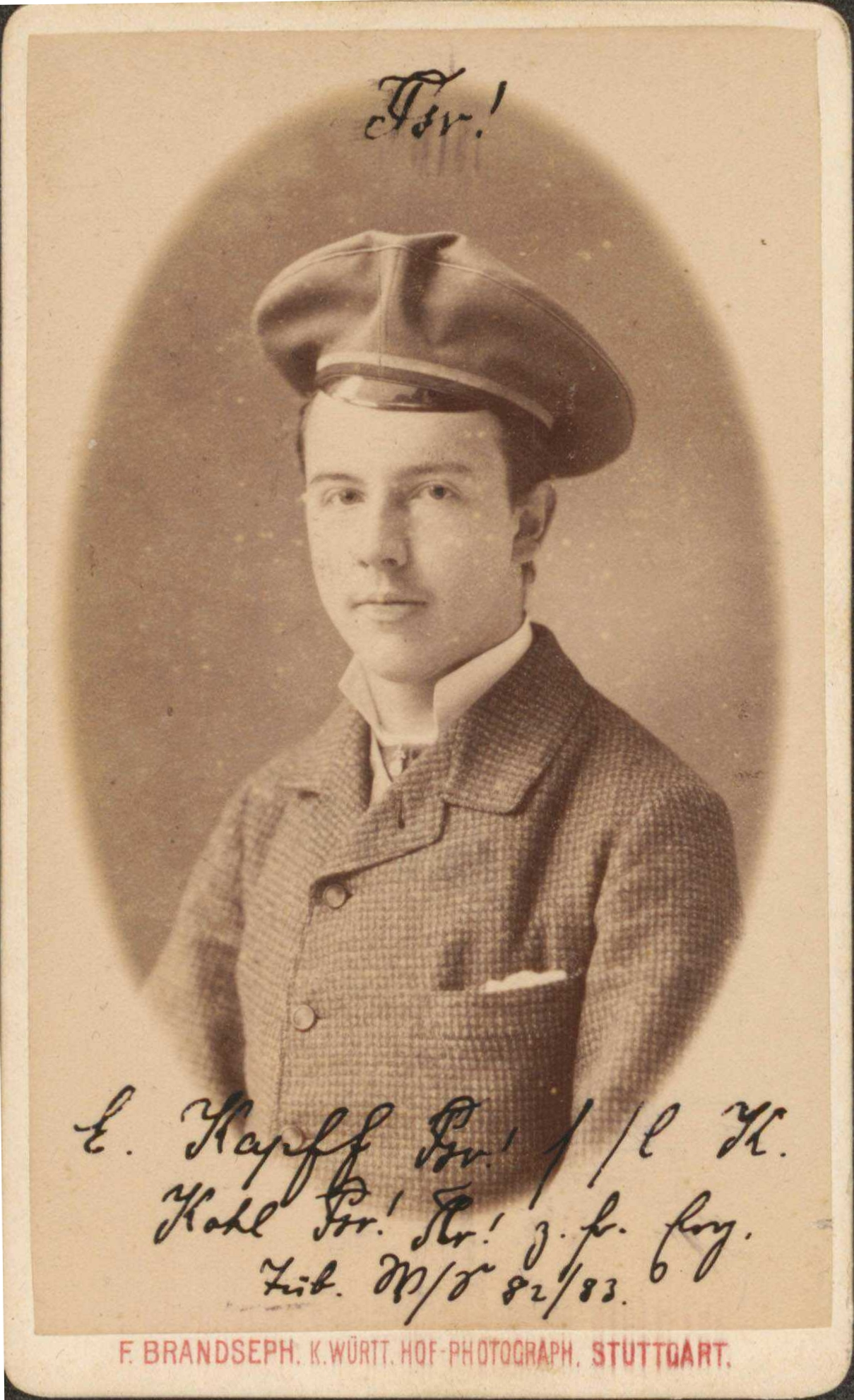
Kapff als Student

Sixt Ernst Kapff (* 17. April 1863 in St. Gallen; † 26. Dezember 1944 in Göppingen) war ein deutscher Schriftsteller, Reformpädagoge und Archäologe.

## Herkunft und Familie
Kapff entstammte einer vornehmen württembergischen Familie, die sich um 1900 auch „von Kapff“ nennen durfte. Der Vater Sixt Franz Alexander Kapff (1829–1898) war, als Ernst Kapff geboren wurde, Lehrer an der Kantonsschule in St. Gallen. Am 17. Oktober 1896 heiratete Ernst Kapff in Schwäbisch Hall Bertha Charlotte Christine Plochmann. Seine Tochter Doris heiratete den Unternehmer Gustav Rheinberger.

## Ausbildung
In Ludwigsburg, wohin die Familie übergesiedelt war, besuchte Kapff die Elementarschule und das Lyzeum. Höhere Schulen besuchte er danach in Cannstatt und Stuttgart (Abitur 1881). Ab 1882 studierte er an der Universität Tübingen Philologie und Ästhetik. Während seines Studiums wurde er Mitglied der Burschenschaft Germania Tübingen. Er setzte in Bonn und Leipzig seine Studien fort, promovierte aber in Tübingen (8. Juli 1886). Die Abhandlung, die Kapff der Fakultät einreichte, trug den Titel Das Tragische nach A. Schopenhauer und E. v. Hartmann. Sie hatte einen Umfang von 57 Quartseiten. Bei den Akten der Fakultät ist sie nicht überliefert. Druckpflicht bestand damals noch nicht.

## Berufliche Laufbahn
Nachdem er mehrere Jahre im Elternha us gelebt hatte, legte er 1890 das humanistische Professoratsexamen ab. Er unterrichtete als Hilfslehrer von 1891 bis 1896 am Gymnasium in Cannstatt – wo sein Vater Rektor war – und war von 1896 bis 1900 Lehrer am Stuttgarter Karlsgymnasium, verließ aber den württembergischen Staatsdienst, um 1900 Rektor der städtischen Mittelschule in Witzenhausen zu werden. Die räumliche Nähe zur dortigen Kolonialschule war alles andere als ein Zufall, wie eine Anzeige Kapffs im Deutschen Kolonialhandbuch 1901 beweist (siehe Abbildung). 1902 übernahm er die Leitung der „Deutschen Nationalschule für Söhne Deutscher im Auslande“ in Wertheim am Main, die aber aus finanziellen Gründen aufgegeben werden musste. 1906 nach Württemberg zurückgekehrt, engagierte er sich für die in Degerloch geplante Reformschule. Nach einer mehrmonatigen Vertretung in Ellwangen unterrichtete er ab 1907 am Ulmer Gymnasium. 1913 bis 1930 wirkte er als Gymnasialprofessor am Realgymnasium in Göppingen, wo er auch im Ruhestand lebte.
Kapff wurde auf dem Uff-Kirchhof in Stuttgart-Bad Cannstatt begraben; die Grabstätte ist nicht mehr vorhanden.

## Dramatiker und Übersetzer
Kapff verfasste eine Reihe dramatischer Dichtungen, insbesondere als Librettist, und übersetzte Werke von Guglielmo Ferrero zur römischen Geschichte. Am meisten Beachtung fand dessen Größe und Niedergang Roms, von dem Kapff die Bände 3 bis 6 übertrug (Erstausgabe 1908–1910). Außerdem veröffentlichte er zahlreiche, meist kleinere Arbeiten zur Heimatgeschichte des württembergischen Raums.
Über Kapffs dramatisches Talent äußerte sich Rudolf Krauß anerkennend. Zu dem 1892 aufgeführten Columbus-Schauspiel meinte er, es verrate „Bühnengeschick und Geschmack und in den Volksszenen entschiedene Begabung für das Komische“.
Ungedruckt blieben unter anderem die Novelle Das letzte Recht und der Text Sekundant (von beiden ist 1896 im Briefwechsel mit Hermann Hesse die Rede).

## Reformpädagoge

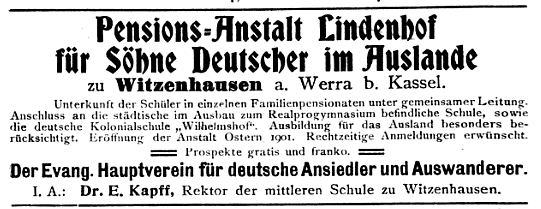
Anzeige aus dem Deutschen Kolonialhandbuch von 1901

Bis heute Beachtung findet der in der Schrift Die Erziehungsschule 1906 entwickelte Vorschlag einer Ganztagesschule (von Kapff als „Halbinternat“ bezeichnet). Sie sollte naturnah in den Gartenvierteln der großen Städte angesiedelt sein und ähnelte von ihrem Konzept den Landerziehungsheimen.
Auf Kapffs Anregung ging die Gründung der Stuttgarter Reformschule Heidehof 1908 zurück: „Kapff veröffentlichte 1906 einen Aufsatz, in dem die Gründung einer so genannten „Waldschule“ am Stadtrand von Stuttgart vorgeschlagen wurde. Daraufhin gründete sich ein Verein „Reformschule Stuttgart“, der von dem Fabrikanten und Mäzen Heinrich Blezinger gefördert wurde. Dieser Verein wurde der Träger der Schule, als deren erster Schulleiter Eugen Henschen berufen wurde“.
Kapff setzte sich daneben in mehreren Aufsätzen mit pädagogischen Aspekten des deutschen Kolonialismus auseinander. Auch sonst war Kapff ein glühender Anhänger der deutschen Kolonial-Ideologie. Er wollte um 1895 nach Brasilien auswandern; damals hatte er schon eine Redakteurstelle (wohl bei einer deutschen Zeitung) in Porto Alegre in Aussicht.

## Deutschlehrer und Förderer von Hermann Hesse
Kapff war der Deutschlehrer von Hermann Hesse am Cannstatter Gymnasium (sein „jüngster und nettester Lehrer“) und zugleich sein Mentor. Der intensive Kontakt fand seinen Niederschlag in einem Briefwechsel, in dem Hesse literarische Themen mit Kapff diskutierte. Beide tauschten sich auch über Pläne aus, nach Brasilien auszuwandern.

## Archäologe
Im letzten Jahrzehnt des 19. Jahrhunderts war Kapff als Ausgräber im Stuttgarter Raum sehr aktiv. Kapffs bedeutendste Leistung als Archäologe ist die im März 1894 erfolgte Entdeckung des Cannstatter Römerkastells auf dem Hallschlag. Die ersten Bände der Mitteilungen des in dieser Zeit gegründeten Altertumsvereins von Cannstatt gab Kapff 1896/98 heraus. Kapffs Schwerpunkt lag auf der provinzialrömischen Archäologie, er publizierte aber auch Arbeiten zu anderen Epochen. Als anerkannter Fachmann durfte er den Altertümer-Abschnitt der Beschreibung des Oberamts Cannstatt (1895) bearbeiten.

## Archivalien
Die umfangreiche Personalakte als Lehrer verwahrt das Hauptstaatsarchiv Stuttgart, desgleichen eine Zeitungsausschnittsammlung zu seiner Person. Der Briefwechsel mit Hermann Hesse und weitere Korrespondenz befindet sich im Deutschen Literaturarchiv Marbach.

## Werke (Auswahl)
Die ohne Vornamen von einem Dekan Kapff veröffentlichte Broschüre Das Verhältnis zwischen Christentum und Litteratur (1893) wird von Burmeister fälschlich Ernst Kapff zugeschrieben, stammt aber von dem Theologen Karl Kapff. Bei der Verwertung der aus zweiter oder dritter Hand zitierten bibliographischen Angaben zu den Aufsätzen ist Vorsicht geboten!
- Kanzel und Schaubühne. Historisches Lustspiel in fünf Aufzügen. Cannstatt 1889
- Kolumbus. Schauspiel in fünf Aufzügen. Cannstatt 1893. Musik von Josef Anton Mayer[23]
- Eberhard Fraas: Neolithische Wohnstätten bei Hof Mauer. In: Fundberichte aus Schwaben 1 (1893), S. 22f. UB Heidelberg mit Nachtrag des Mitausgräbers Kapff ebenda 6 (1898), S. 9f. UB Heidelberg
- Ausgrabungen und Funde. In: Fundberichte aus Schwaben 1 (1893), S. 34–36 UB Heidelberg
- Graf Schenk zu Kastel und das Räuberwesen in Deutschland im vorigen Jahrhundert. In: Schwäbische Kronik. 1893, S. 497 WLB Stuttgart, 553f. WLB Stuttgart
- Alt-Ulm. Ein Schauspiel-Cyclus. (Die neue Pfarrkirche. – Das Interim im Münster. – Ein Schwörtag.) Als Festspiel gedichtet zur Feier der Vollendung des Ulmer Münsters im Sommer 1890. Ulm 1894
- Untertürkheim. In: Fundberichte aus Schwaben 2 (1894), S. 7f. UB Heidelberg
- Ausgrabungen und Funde. In: Prähistorische Blätter 6 (1894), S. 75–78 UB Heidelberg – zu Stetten im Lontal, Härtsfeld in vorrömischer Zeit
- Ein neuer römischer Wartturm bei Cannstatt. In: Schwäbischer Merkur, 1894, 563
- Eine, neu entdeckte römische Wasserleitung bei Zazenhausen. In: Schwäbischer Merkur, 1894, 477
- Frau Urschel. Aus einem ungedruckten Schauspiel „Johann Enzlin“. In: Blätter des Schwäbischen Albvereins, 6, 1894, S. 164 schwaben-kultur.de
- Beschreibung des Oberamts Cannstatt. Stuttgart 1895 Internet Archive. Laut Vorwort bearbeitete Kapff die Altertümer (bis auf die römischen Bildwerke und Denkmäler) S. 392–426
- Cannstatt. Kastell. In: Limesblatt, 1895, Sp. 418–421 UB Heidelberg
- Carneval ante portas oder: Belagerung Cannstatts zur Faschingzeit 1589. Cannstatt 1895 (Exemplar: Württembergische Landesbibliothek)
- Hügelgräber und muthmassliche Erdwohnungen im Oberamt Marbach (Württemberg). In: Prähistorische Blätter 7 (1895), S. 57f. UB Heidelberg
- Das neue Auswanderungsgesetz und die politische Lage in Süd-Brasilien. In: Export. Organ des Centralvereins für Handelsgeographie und Förderung Deutscher Interessen im Auslande. 17 (1895), S. 697–699 Internet Archive
- Jephta. Biblische Scenen. Leipzig 1895. Musik: Josef Anton Mayer, spätere Ausgabe 1905
- Die deutsche Auswanderung nach Brasilien. In: Die Grenzboten 55. Bd. 4 (1896), S. 201–209 UB Bremen
- Die deutschen Ingenieure auf Lichtenstein. Bühnenspiel. Cannstatt 1896[24]
- Neue Funde aus Cannstatt. In: Fundberichte aus Schwaben 4 (1896), S. 36–39 UB Heidelberg
- Die Besiedlung des brasilischen Alto-Uruguaygebiets. In: Die Grenzboten 56 Bd. 4 (1897), S. 162–168 UB Bremen
- Der römische Begräbnisplatz beim Kastell Cannstatt. In: Fundberichte aus Schwaben, 5 (1897), S. 39–41 UB Heidelberg; 6 (1898), S. 48–58 UB Heidelberg; 8 (1900), S. 74f. UB Heidelberg
- Die römische Göttin Herecura-Proserpina. In: Schwäbische Kronik 1898, S. 2182
- Kollektivfund römischer Skulpturen bei Cannstatt (12 Bildwerke). In: Schwäbische Kronik 1898, S. 2146
- Römerstrasse bei Cannstatt. In: Schwäbische Kronik 1898, S. 1075
- Hinweis auf einen Vortrag Anthropologisches von den Indianern des ehemaligen Jesuitenstaates in Paraquaria, gehalten am 8. Oktober 1898 im Württembergischen Anthropologischen Verein in: Fundberichte aus Schwaben 6 (1898), S. 63 UB Heidelberg (mit Nachweis der Zeitungsberichterstattung)
- Das römische Standlager in Cannstatt a. N. In: Blätter des Schwäbischen Albvereins 10 (1898), Sp. 427–436 schwaben-kultur.de
- Ein deutscher Jesuitenpater als Kolonisator in Südbrasilien. In: Die Grenzboten 58 Bd. 1 (1899), S. 259–266 UB Bremen – über Anton Sepp
- Angelsachsen und Deutsche in Südbrasilien. In: Die Grenzboten 58 Bd. 3 (1899), S. 145–156 UB Bremen
- Landsmannschaftliche Kolonisation in Südbrasilien. In: Deutsche Kolonialzeitung 16 (1899), S. 26f. Commons
- Cannstatt. Mutmassliche mansio und Beneficiarier-Station beim Kastell Cannstatt. In: Limesblatt 1899, Sp. 875–879 UB Heidelberg
- Neue Funde vom „Altenburger Feld“ bei Cannstatt. In: Fundberichte aus Schwaben 8 (1900), S. 75–77 UB Heidelberg
- Weltpolitik und höheres Schulwesen. In: Beilage zur Allgemeinen Zeitung 1900, Nr. 16 MDZ München
- Die Neukolonisation Südamerikas. In: Die Grenzboten 60 Bd. 3 (1901), S. 97–104, 169–177, 212–221 UB Bremen
- Weltpolitik und Schulpolitik. In: Pädagogisches Archiv 43 (1901), S. 420–427 dipf.de
- Weltpolitik und höheres Schulwesen. In: Pädagogisches Archiv 43 (1901), S. 641–650 dipf.de; S. 738–743 dipf.de
- Weltpolitik und höheres Schulwesen II. In: Beilage zur Allgemeinen Zeitung 1901, Nr. 18 MDZ München
- Deutsche Nationalschule Wertheim a. M. In: Beilage zur Allgemeinen Zeitung 1902, Nr. 121 MDZ München
- Deutsche Nationalschule Wertheim am Main. Karlsruhe 1902 UB Köln
- Die deutschen Schulen im Ausland. Berlin 1902 Commons
- Kolonialpädagogik. In: Die Grenzboten 61 Bd. 3 (1902), S. 346–356 UB Bremen
- Unsere Erziehung im Lichte der Weltpolitik. In: Paul Schubert (Hrsg.): Bericht über den I. Internationalen Kongress für Schulhygiene. Band 4, Nürnberg 1904, S. 452–459 Internet Archive
- Ein Besuch bei Wilhelm Hauff. Bühnenspiel. Gedichtet zur Feier des fünfzigjährigen Bestehens des Technikums für Textilindustrie in Reutlingen. Reutlingen ohne Jahr [1905]. (Exemplar: Stadtarchiv Reutlingen)
- Anteil der Württemberger an der Kolonisation Amerikas. In: Internationaler Amerikanisten-Kongress. Vierzehnte Tagung Stuttgart 1904. Stuttgart 1906, S. XLVIII-LVII Internet Archive
- Die Erziehungsschule. Ein Entwurf zu ihrer Verwirklichung auf Grund des Arbeitsprinzips. Stuttgart 1906 UB Freiburg. Rezensionen: Zeitschrift für Philosophie und Pädagogi dipf.de; Monatsschrift für höhere Schulen Internet Archive; Zeitschrift des VDI Internet Archive; Österreichische Rundschau Internet Archive; Der Türmer Internet Archive
- (unsicher, gezeichnet Rektor Kapff, was aber auch Paul Kapff sein könnte) Die Reform der Frauenbildung in Preußen. In: Korrespondenz-Blatt für die Höheren Schulen Württembergs 13 (1906), S. 332–336 Internet Archive
- Der Meister der gotischen Flügelaltäre in Heilbronn und Öhringen. In: Heilbronner Unterhaltungsblatt, 16. Mai 1907
- Funde aus frühmittelalterlicher und mittelalterlicher Zeit in Ulm. In: Fundberichte aus Schwaben, 16 (1908), S. 105f. Commons
- Schulen für koloniale Ausbildung. In: Wilhelm Rein (Hrsg.): Encyklopädisches Handbuch der Pädagogik. 2. Auflage Bd. 8, Langensalza 1908, S. 86–89 dipf.de
- Von den Iden des März bis Actium. (Guglielmo Ferrero "Größe und Niedergang Roms" Band III und IV). In: Besondere Beilage des Staats-Anzeigers für Württemberg 1909, S. 49–55 Commons.
- Das Uhlandhaus in Tübingen. In: Daheim. Ein deutsches Familienblatt mit Illustrationen 47(1910), Nr. 2, S. 17–19
- Die Frage der deutschen Auswanderung nach Südamerika nach der derzeitigen Sachlage. In: Export 33 (1911), S. 541–544 Internet Archive
- Magdalenenbrunnen. Oper in 2 Aufzügen. Ulm 1912. Musik: Josef Anton Mayer. Kurzkritik zur Uraufführung in Ulm 1911: Commons
- Die Frauen der Cäsaren. In: Besondere Beilage des Staats-Anzeigers für Württemberg 1913, S. 139–144 Commons
- Die Grosstadtschule der Zukunft. Stuttgart 1916 SPO, Internet Archive
- Volksoper im neuen Deutschland. In: Neue Musik-Zeitung 37 (1916), S. 4–7 Internet Archive
- Friedrich List über das Wesen des deutschen Geistes. In: Besondere Beilage des Staats-Anzeigers für Württemberg 1918, S. 62–64 Commons
- Laurins Rosengarten. Romantische Oper in drei Aufzügen. Musik von Wilhelm Mauke (op. 72). Dichtung von Ernst Kapff. Wien 1918 Internet Archive; München 1927
- Großstadtschule der Zukunft. In: Das Schulhaus 21 (1919), S. 72–78 Commons.
- Halbinternate außerhalb der Großstädte. Zu dem Aufsatz "Die Großstadtschule der Zukunft" in Heft 3. In: Das Schulhaus 21 (1919), S. 145f. Commons.
- Die Bedeutung der Naturwissenschaft für die Erziehung. In: Kosmos 1920
- Die 3klassige Arbeitsschule der 4.-6. Schuljahre als Kernstück der neuen Erziehungs- und Arbeitsschule. Angeblich in: Ernte. Jahrbuch der Halbmonatsschrift Das literarische Echo 1920, S. 74–80 (dort aber nicht nachweisbar)
- Woher stammt der Ortsname "Asperg"? In: Schwäbischer Merkur 1923 Nr. 137 WLB Stuttgart. Nachtrag ebenda 1924 Nr. 13 WLB Stuttgart
- Woher stammt der Ortsname „Wirtenberg“? In: Besondere Beilage des Staats-Anzeigers für Württemberg 1923, S. 59–64 Commons
- Die Zukunft unserer niederen ev.-theolog. Seminare. In: Schwäbischer Merkur, 1923 Nr. 47 WLB Stuttgart
- Cannstatt oder Kannstatt? In: Schwäbischer Merkur 1926 Nr. 592 WLB Stuttgart
- Der Ortsnamen Rechberg. In: Besondere Beilage des Staats-Anzeigers für Württemberg 1927, S. 274–276 Commons
- Der Stuttgarter Maler Karl Urban Keller. Ein Lebensbild aus der Biedermeierzeit. In: Sonntags-Beilage zum Schwäbischen Merkur 1927, Nr. 350 WLB Stuttgart
- Sollen wir Rapallo verleugnen?. In: Der Türmer 30 (1927/28), S. 374
- Johannes Scherr als Lyriker. In: Sonntags-Beilage zum Schwäbischer Merkur 1928, Abendblatt Nr. 578 vom 8./9. Dezember 1928 Internet Archive
- Johannes Scherrs literarische Wiedergeburt. In: Die Gartenlaube 1930, S. 625f. Internet Archive
- Die Grabstätte des Ulmer Ehrenbürgers Ferdinand von Steinbeis. In: Ulmer Tagblatt 1932
- Johannes Scherr, der Sohn des Rechbergs. In: Württemberg 1932, S. 486–490 Commons
- Rund um den Hohenstaufen: Heimatkundliche Streifzüge durch den Hohenstaufengau. Göppingen 1932 Internet Archive
- Uhlands Haus und Garten im Wandel der Zeiten. In: Besondere Beilage des Staats-Anzeigers für Württemberg 1933, S. 176–182 Commons
- Wilhelm Hauff und die Tübinger Feuerreiter. In: Württemberg. Schwäbische Monatshefte im Dienste von Volk und Heimat 1933, S. 256–259 Commons
- Die Besiedlung des Welzheimer Waldes und das Siebzehnergericht bei Seelach. In: Blätter des Welzheimer Waldvereins 1934, S. 91–93 Internet Archive.
- Die frühmittelalterlichen Königspfalzen im heutigen Württemberg. In: Sonntags-Beilage zum Schwäbischen Merkur 1935 Nr. 246 WLB Stuttgart
- Das „Schlößle“ im Weiler Kapf bei Alfdorf. In: Blätter des Welzheimer Waldvereins 1935, S. 4–5 Internet Archive.
- Von der Königspfalz zum heutigen Bodman. In: Alemannisches Volk 4 (1936), S. 37–39 Internet Archive
- Vom Wildland zur Kulturlandschaft. Ein Ausschnitt aus der Siedlungsgeschichte des Albvorlandes. In: Blätter des Schwäbischen Albvereins 48 (1936), S. 211–214 schwaben-kultur.de
- Der Welzheimer und der Murrhardter Wald im Wandel der Zeiten. In: Blätter des Welzheimer Waldvereins 11 (1938), S. 33–36, 41–43, 50f., 62f. Internet Archive
- Ein rätselhafter Flurname [ber] und seine Deutung. In: Blätter des Schwäbischen Albvereins 51 (1939) S. 124f. schwaben-kultur.de
- Der Weiler Kapf und das "Schlößle". In: Blätter des Welzheimer Waldvereins 1939, S. 43–44 Internet Archive
- Friedrich Ludwig Bührlen. Ein vergessener Dichter der Biedermeierzeit. In: Sonntags-Beilage zum Schwäbischen Merkur 1940 Nr. 234, 240 Internet Archive
- Wanderleben einer schwäbischen Malerin. Justina Puhlmann-Kerner. In: Sonntags-Beilage zum Schwäbischen Merkur 1941 Nr. 126 WLB Stuttgart
- Ferdinand Steinbeis und der Aufstieg Württembergs. In: Stuttgarter Neues Tagblatt, 1941, Nr. 52